# Merodontina jianfenglingensis
Merodontina jianfenglingensis är en tvåvingeart som beskrevs av Hua 1987. Merodontina jianfenglingensis ingår i släktet Merodontina och familjen rovflugor. Inga underarter finns listade i Catalogue of Life.